# رالي أستراليا 2015
رالي أستراليا 2015 هو سباق رالي أقيم في الفترة من سبتمبر 10 إلى 13 سبتمبر 2015 في أستراليا. كان الجولة العاشرة ضمن بطولة العالم للراليات موسم 2015. تكون الرالي من 17 مرحلة. فاز سيباستيان أوجير ببطولة السائقين.